# Думино (Оренбургская область)
Думино — посёлок в Асекеевском районе Оренбургской области. Входит в состав Аксютинского сельсовета.

## Название
В основе топонима - фамилия Думин.

## География
Посёлок расположен недалеко от районного центра — Асекеева.
Часовой пояс
Посёлок Думино как и вся Оренбургская область, находится в часовой зоне МСК+2. Смещение применяемого времени относительно UTC составляет +5:00.

## Население
| 2010 |
| ---- |
| 177  |